# Tân Phước, Tân Hồng
Tân Phước là một xã thuộc huyện Tân Hồng, tỉnh Đồng Tháp, Việt Nam.

## Địa lý
Xã Tân Phước nằm ở phía nam huyện Tân Hồng, có vị trí địa lý:
- Phía đông giáp tỉnh Long An
- Phía tây giáp xã Tân Công Chí và xã An Phước
- Phía nam giáp huyện Tam Nông
- Phía bắc giáp xã Tân Thành A và xã Tân Thành B.

Xã có diện tích 41,10 km², dân số năm 1999 là 10.772 người, mật độ dân số đạt 262 người/km².

## Lịch sử
Quyết định số 41-HĐBT ngày 22 tháng 04 năm 1989 của Hội đồng Bộ trưởng, thành lập xã Tân Phước thuộc huyện Tân Hồng trên cơ sở của 600 hécta diện tích tự nhiên với 425 người của xã Tân Công Chí cùng với 2.600 hécta diện tích tự nhiên và 8.015 người của xã Tân Thành cũ.